# Діллон (Монтана)
Діллон (англ. Dillon) — місто (англ. city) в США, окружний центр Бівергед штату Монтана. Населення — 3880 осіб (2020). Найбільший населений пункт в окрузі Бівергед.

## Географія
Діллон розташований за координатами 45°13′2″ пн. ш. 112°38′3″ зх. д. / 45.21722° пн. ш. 112.63417° зх. д. (45.217121, -112.634273).  За даними Бюро перепису населення США в 2010 році місто мало площу 4,55 км², уся площа — суходіл. Розташоване на висоті 1555 метрів над рівнем моря.

### Клімат
Клімат пустельний, напівпосушливий.
| Клімат : Діллон                    | Клімат : Діллон | Клімат : Діллон | Клімат : Діллон | Клімат : Діллон | Клімат : Діллон | Клімат : Діллон | Клімат : Діллон | Клімат : Діллон | Клімат : Діллон | Клімат : Діллон | Клімат : Діллон | Клімат : Діллон | Клімат : Діллон |
| Показник                           | Січ.            | Лют.            | Бер.            | Квіт.           | Трав.           | Черв.           | Лип.            | Серп.           | Вер.            | Жовт.           | Лист.           | Груд.           | Рік             |
| Абсолютний максимум, °C            | 15,6            | 18,3            | 23,3            | 28,9            | 32,8            | 34,4            | 38,9            | 37,8            | 34,4            | 30,0            | 26,1            | 18,3            | 38,9            |
| Середній максимум, °C              | 1,3             | 4,7             | 8,9             | 14,1            | 19,1            | 24,0            | 28,6            | 27,9            | 22,3            | 15,7            | 6,1             | 1,2             | 14,5            |
| Середня температура, °C            | −4,4            | −1,8            | 2,0             | 6,3             | 10,9            | 15,2            | 18,6            | 17,9            | 13,1            | 7,6             | 0,1             | −4,4            | 6,8             |
| Середній мінімум, °C               | −10,3           | −8,4            | −5              | −1,6            | 2,7             | 6,3             | 8,6             | 7,8             | 3,8             | −0,4            | −6              | −10             | −1              |
| Абсолютний мінімум, °C             | −37,8           | −40             | −32,2           | −19,4           | −9,4            | −5              | −1,1            | −3,9            | −12,8           | −25             | −35             | −38,3           | −40             |
| Норма опадів, мм                   | 9               | 6               | 17              | 31              | 57              | 47              | 30              | 30              | 27              | 22              | 10              | 9               | 295             |
| Днів з опадами                     | 3,7             | 3,0             | 5,1             | 6,5             | 11,4            | 9,1             | 6,9             | 7,0             | 5,4             | 4,8             | 4,4             | 3,4             | 70,7            |
| ---------------------------------- | --------------- | --------------- | --------------- | --------------- | --------------- | --------------- | --------------- | --------------- | --------------- | --------------- | --------------- | --------------- | --------------- |
| Джерело: NOAA (normals, 1971–2000) |                 |                 |                 |                 |                 |                 |                 |                 |                 |                 |                 |                 |                 |

## Демографія
Згідно з переписом 2010 року, у місті мешкали 4134 особи в 1774 домогосподарствах у складі 897 родин. Густота населення становила 908 осіб/км².  Було 1930 помешкань (424/км²).
Расовий склад населення:
| - 94,7 % — білих - 1,4 % — корінних американців - 0,6 % — вихідців з тихоокеанських островів - 0,5 % — азіатів - 0,3 % — чорних або афроамериканців |

До двох чи більше рас належало 1,9 %. Частка іспаномовних становила 3,5 % від усіх жителів.
За віковим діапазоном населення розподілялося таким чином: 20,0 % — особи молодші 18 років, 63,3 % — особи у віці 18—64 років, 16,7 % — особи у віці 65 років та старші. Медіана віку мешканця становила 33,9 року. На 100 осіб жіночої статі у місті припадало 97,8 чоловіків;  на 100 жінок у віці від 18 років та старших — 92,7 чоловіків також старших 18 років.
Середній дохід на одне домашнє господарство  становив 47 486 доларів США (медіана — 38 750), а середній дохід на одну сім'ю — 66 758 доларів (медіана — 59 628). Медіана доходів становила 40 352 долари для чоловіків та 27 385 доларів для жінок. За межею бідності перебувало 22,0 % осіб, у тому числі 8,2 % дітей у віці до 18 років та 14,6 % осіб у віці 65 років та старших.
Цивільне працевлаштоване населення становило 2026 осіб. Основні галузі зайнятості: освіта, охорона здоров'я та соціальна допомога — 31,7 %, мистецтво, розваги та відпочинок — 15,9 %, роздрібна торгівля — 11,5 %, сільське господарство, лісництво, риболовля — 9,5 %.